# De la naturaleza (Epicuro)
De la naturaleza (en griego antiguo: Περὶ φύσεως) es el nombre de un tratado filosófico escrito por el filósofo Epicuro, el cual puede considerarse su principal trabajo. El tratado consiste en 37 libros y consta de distintos sermones dados por Epicuro.
Los escritos han desaparecido en su mayor parte, pero han sobrevivido ciertos fragmentos recopilados de papiros en la Villa del Papiros en Herculano. La mayoría de los papiros supervivientes se encuentran en la Biblioteca Nacional de Nápoles. Partes importantes del Libro II están preservados en el Museo Británico.
La Carta a Heródoto de Epicuro parece ser un resumen de De la Naturaleza, o al menos de libros I–XIII. De modo parecido, De la naturaleza de las cosas de Lucrecio probablemente sigue, en muchos aspectos, la obra de Epicuro.

## Citas
«La naturaleza del universo se compone de cuerpos y vacío.»
Epicuro. De la naturaleza, Libro I.

«La naturaleza de todas las cosas existentes son los cuerpos y el vacío.»
Epicuro. De la naturaleza, Libro I.

«Porque si [el Sol] hubiera perdido su tamaño a través de la distancia, mucho más habría perdido su color: porque no hay otra distancia mejor adaptada para tal pérdida que la del Sol.»
Epicuro. De la naturaleza, Libro I.